# Mimesis Republic
Mimesis Republic est une société informatique française de développement d'univers sociaux présidée par Nicolas Gaume. Elle a été mise en liquidation par le Tribunal de Commerce de Paris le 8 novembre 2012.

## Origine du nom de la société
Mimesis est un terme grec signifiant imitation employé, notamment, par Platon dans son œuvre La République, livre III et X. Le nom, Mimesis Republic, est à la fois un hommage à cette citation de Platon, appréciée par Nicolas Gaume, « On peut en savoir plus sur quelqu'un en une heure de jeu qu'en une année de conversation. » et à l'activité de la société, reproduire l'apparence du réel tout en exprimant la réalité cachée grâce à des univers virtuels sociaux.

## Histoire
En 2007, Nicolas Gaume fonde avec Sebastian Lombardo, la société Mimesis Republic, qui s'est fixé dès sa naissance l'objectif de créer des jeux en réseau sur le créneau en pleine expansion du jeu social.
L'entreprise commence son activité par des projets réalisés en prestation, en particulier le site communautaire d'écoute et de partage de musique WorMee pour Orange Vallée (qui a fusionné durant l'été 2010 avec le site Deezer) et l'univers virtuel hippique en 3D, Mission Equitation, pour l'éditeur Mindscape. 
En parallèle, Mimesis Republic lance son propre label musical Black Mamba, distribué par Universal Music Group, son titre phare Ghetto Millionnaire sera l'un des tubes de l'été 2007. Autour de ce label la société imagine un ambitieux projet original d'univers virtuel interactif et social en 3D, la Mamba Nation, dont le développement débute à la fin de 2007. La version beta a été ouverte le 7 avril 2011.
Le 17 août 2011, la société continue à se diversifier, elle lance une application mobile Mamba Nation Battle où chaque joueur peut affronter et se comparer à ses amis au cours de combats avec des parapluies et des rouleaux à pâtisserie en 3D.
Le 8 novembre 2012, Mimesis Republic est placé en liquidation judiciaire.

## Financement
En mai 2010, Mimesis Republic lève 6,5 millions d'euros auprès de plusieurs business angels, dont notamment Xavier Niel, fondateur et vice-président du groupe Iliad, via son fonds d’investissement Kima Ventures, Marc Simoncini, PDG et fondateur du site de rencontres Meetic, via son fonds d'investissement Jaina Capital, Steve et Jean-Émile Rosenblum, fondateurs et dirigeants de Pixmania via leur fonds d'investissement Dotcorp Asset Management, François Pinault, via sa holding Artemis S.A., la famille De Mevius via le plus grand brasseur mondial InBev